# Buttafava
Buttafava (... – XIII secolo) è stato un vescovo cattolico italiano, vescovo di Luni dal 1224 al 1226.

## Biografia
Era legato alla nobile famiglia dei Buttafava di Fosdinovo e di Castello che costruirono il cassero che sarebbe poi divenuto fortilizio e residenza dei Marchesi Malaspina di Fosdinovo.
Fu Canonico della Cattedrale di Luni, ed il Capitolo lo elesse vescovo nel 1223, scelta confermata da Papa Onorio III l'anno successivo: scelta saggia, poiché il presule si distinse per buon senso ed equilibrio sia come uomo di chiesa che come feudatario.
Elesse come arcidiacono della cattedrale Gualtierotto di Balduino da Vezzano, che sarebbe poi divenuto nel 1253 Arcivescovo di Genova.

## Politica
Contrariamente alla politica del suo predecessore Norandino, invece che continuare a difendere strenuamente diritti e castelli, cercò di disfarsene riconoscendo che erano non modicum onerose e che la loro manutenzione era plurimum sumptuosa, chiamando l'Arcivescovo di Pisa Vitale a consiglio sui modi migliori per concedere castelli e terre murate in fuedo o affitto. Atteggiamento lungimirante agli occhi dei posteri, poiché l'età feudale ed il periodo dei vescovi-conti stava tramontando in gran parte d'Italia, ma che spesso venne ritenuta sintomo di arrendevolezza da molteplici signorotti locali, e che costituirà poi per i suoi successori fonte di problemi e battaglie.

## Difficoltà di governo
Appena eletto vescovo dovette muovere guerra al castello di Trebiano perché il vicedomino locale si era ribellato e si era fatto vassallo di Genova, ma l'impresa si concluse negativamente. L'anno seguente si trovò a dover saldare un gravoso debito di 100 lire con il Comune di Sarzana, concedendo tutti i diritti sui pedaggi e metà di quelli della dogana del sale.

## Dimissioni
Di fronte a questa serie di fallimenti nel giro dei primi anni di episcopato, muovendo a motivo una salute malferma, chiese ed ottenne da Papa Onorio III di essere sollevato dal governo della diocesi, decisione presa con soddisfazione dal pontefice, che lo sostituì con il vescovo Guglielmo, di ben altra tempra e carattere.